# Albert
Albert (za alternativu téhož jména se někdy považuje Albrecht), je mužské jméno německého původu (Adalberaht). Vykládá se jako adal – vznešený, beraht – zářící. Další varianty jsou Albertýn či Albertin; ženská podoba je Alberta, Albertýna či Albertina. Podle českého občanského kalendáře má jmeniny 21. listopadu.

## Domácké podoby
Al, Albi, Albík, Albertík, Bert, Bertík, Berťa, Berta, Albes, Albos. 

## Statistické údaje
Následující tabulka uvádí četnost jména v ČR a pořadí mezi mužskými jmény ve srovnání dvou roků, pro které jsou dostupné údaje MV ČR – lze z ní tedy vysledovat trend v užívání tohoto jména:
| Rok  | Četnost | Pořadí |
| 1999 | 1063    | 151.   |
| 2002 | 1094    | 149.   |
| 2006 | 1330    | 152.   |
| 2013 | 1814    | 322.   |
| 2019 | 2249    | 303.   |

## Albert v jiných jazycích
- Německy: Albert nebo Adalbert (Adalbert se nesprávně považoval za obdobu jména Vojtěch, důvodem bylo že svatý Vojtěch přijal toto jméno při biřmování)[1]
- Italsky, španělsky: Alberto

## Známí Albertové
- Svatý Albert Veliký, přírodovědec a teolog
- Albert Camus, francouzský spisovatel
- Albert Einstein, fyzik
- Albert Arnold Gore, americký politik
- Albert Hofmann, švýcarský chemik
- Albert Kesselring, německý maršál
- Albert Maysles, americký dokumentarista, průkopník direct cinema
- Alberto Moravia, italský spisovatel
- Albert Sasko-Kobursko-Gothajský, manžel britské královny Viktorie
- Albert Schweitzer, německo-francouzský teolog, filosof a lékař
- Albert Speer, německý architekt v době nacistické říše, později ministr zbrojního průmyslu.

## Albert jako příjmení
Viz článek Albert (příjmení).

## Jiný význam
- Seznam článků začínajících na „Albert“
- Albert A-20, francouzské poštovní letadlo
- Albert A-60, francouzský jednomotorový, dvoumístný sportovní a cvičný dolnoplošník
- Albert (obchodní řetězec)
- Albert (Zeměplocha)